# Pagode du temple Cishou
La Pagode du temple Cishou (chinois : 慈寿寺塔) est une pagode de 50 m de haut, datant de la dynastie Ming, et située dans le district de Haidian , dans la proche banlieue de Pékin, en République populaire de Chine.
Ses autres appellations sont, son nom original, pagode de la paix éternelle de la longévité (永安万寿塔, son appellation courante de pagode de Balizhuang (八里庄塔), ou encore pagode Linglong (玲珑塔).